# DYNC1H1
DYNC1H1‏ (Dynein cytoplasmic 1 heavy chain 1) هوَ بروتين يُشَفر بواسطة جين DYNC1H1 في الإنسان.